# Valea Mare (okręg Ardżesz)
Valea Mare – wieś w Rumunii, w okręgu Ardżesz, w gminie Priboieni. W 2011 roku liczyła 275 mieszkańców.